# Mannabarn
Albums de Eivør Pálsdóttir
Trøllabundin
(2005) Eivör Live
(2009)
Mannabarn en version féroïenne, et Human Child en version anglaise, sont les cinquième et sixième albums studio de la chanteuse féroïenne Eivør Pálsdóttir. Les deux albums sont sortis le 18 juillet 2007. Ils sont réalisés par le producteur irlandais Dónal Lunny, qui a travaillé précédemment avec Elvis Costello, Paul Brady et Rod Stewart, entre autres.

## Liste des titres
| No  | Titre                | Titres de Human Child | Durée |
| --- | -------------------- | --------------------- | ----- |
| 1.  | Mannabarn            | Human Child           | 4:50  |
| 2.  | Myrkursins náði      | Mercy of Darkness     | 4:07  |
| 3.  | Grát ei              | Do Not Weep           | 5:24  |
| 4.  | Mother Teresa        | Mother Teresa         | 6:11  |
| 5.  | Livandi trø          | Trees in the Wind     | 3:53  |
| 6.  | Tú ert alt           | You Are All           | 6:38  |
| 7.  | Lurta                | Listen                | 5:24  |
| 8.  | Dansins harri        | The Waltz             | 4:06  |
| 9.  | Flykrur í vindi      | Snowflakes Within     | 4:53  |
| 10. | Elisabet og Elinborg | Elisabet og Elinborg  | 4:13  |